# Náměšť na Hané
Náměšť na Hané település Csehországban, az Olomouci járásban. Náměšť na Hané Laškov, Senice na Hané, Olbramice, Loučany, Senička és Drahanovice településekkel határos. Lakosainak száma 2202 fő (2024. január 1.).

## Népesség
A település lakosságának változását az alábbi diagram mutatja:
| Lakosok száma | 1579 | 1601 | 1759 | 1778 | 1825 | 1890 | 2040 | 2053 | 2161 | 2202 |
|               | 1869 | 1890 | 1921 | 1950 | 1980 | 2001 | 2017 | 2019 | 2022 | 2024 |